# Jan Melichar
Jan Melichar (* 24. Februar 1978 in Třebíč, Tschechoslowakei) ist ein ehemaliger tschechischer Eishockeyspieler und -trainer, der zuletzt bis Februar 2024 bei den Kassel Huskies in der DEL2 als Co-Trainer tätig war.

## Karriere
Jan Melichar begann seine Karriere als Eishockeyspieler bei der nordamerikanischen Juniorenmannschaft Port Hope Buzzards, für die er von 1996 bis 1998 aktiv war. Anschließend gab der Verteidiger in der Saison 1998/99 sein Debüt im professionellen Eishockey für die Bakersfield Condors aus der West Coast Hockey League. Noch im Laufe seines Rookiejahres wechselte er zu den Topeka Scarecrows aus der Central Hockey League. Bei diesen begann er auch die folgende Spielzeit, ehe er im weiteren Saisonverlauf für die Fort Wayne Komets in der United Hockey League und den HC Ytong Brno aus seiner tschechischen Heimat in der drittklassigen 2. Liga zum Einsatz kam. Nach einem Jahr Pause erhielt er für die Saison 2001/02 einen Vertrag beim HC Kometa Brno aus der 1. Liga, der zweiten tschechischen Spielklasse. Parallel lief er für den HC Žďár  nad Sázavou in der 2. Liga auf, in der er nach einem weiteren Jahr ohne Eishockey von 2003 bis 2005 für den HC Blansko auf dem Eis stand.
Von 2005 bis 2010 spielte Melichar in der English Premier Ice Hockey League, zunächst vier Jahre lang für die Bracknell Bees und anschließend eine Spielzeit lang mit den Slough Jets. Mit Letzteren wurde er in der Saison 2009/10 Playoff-Meister der zweiten englischen Spielklasse. Für die Saison 2010/11 erhielt der Tscheche einen Probevertrag beim neu gegründeten slowakischen Klub HC Lev Poprad aus der Kontinentalen Hockey-Liga. Da dieser den Spielbetrieb nicht aufnahm, kehrte Melichar in die EPIHL zurück und wurde von den Swindon Wildcats verpflichtet.
Ab der Saison 2014/15 war Melichar beim EHC Freiburg angestellt, wo er als Nachwuchstrainer sowie als Co-Trainer der Zweitligamannschaft tätig war. Parallel dazu spielte er für die erste respektive zweite Mannschaft des Klubs. Im Dezember 2019 übernahm er das Amt des Cheftrainers von Leos Sulak und führte die Mannschaft zum Klassenerhalt in der DEL2.
Zwischen 2019 und 2022 war Melichar Assistenztrainer beim SC Langenthal aus der Swiss League. Von Sommer 2022 bis Februar 2024 war er Assistenztrainer der Kassel Huskies.

## Erfolge und Auszeichnungen
- 2010 Playoff-Sieger in der EPIHL mit den Slough Jets